# South Stream

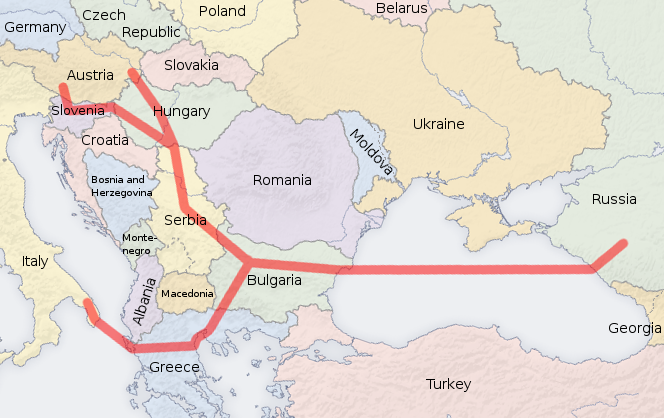
Traseul South Stream

South Stream este numele unui proiect care prevede construirea unei conducte de gaze naturale din Rusia către Italia și Austria.
Gazoductul va avea o lungime de 900 kilometri pe sub Marea Neagră, între Rusia și Bulgaria, unde se va ramifica o dată către nord-vest spre Austria, apoi către sud, spre Grecia și Italia.
Capacitatea maximă a conductei este similară cu cea a Nabucco, de 31 miliarde de metri cubi - cu posibilitatea creșterii capacității la 63 miliarde de metri cubi ulterior. Demararea ei este prevăzută pentru 2015 potrivit presei ruse (inițial era vorba de 2013), iar costul estimat este între 10 și 15 miliarde de Euro.
Acționari sunt grupul rus Gazprom și ENI, din Italia.
South Stream va trece și prin partea românească a Mării Negre.